# Andrea Kuklová
Andrea Chupíková, coniugata Kuklová (Poprad, 16 luglio 1971), è un'ex cestista slovacca, fino al 1992 cecoslovacca, professionista nella WNBA.

## Carriera
È stata selezionata dalle Phoenix Mercury al secondo giro del Draft WNBA 1998 (18ª scelta assoluta).
Con la Cecoslovacchia ha disputato i Campionati mondiali del 1990 e i Giochi olimpici di Barcellona 1992.
Con la Slovacchia ha disputato i Campionati mondiali del 1994 e quattro edizioni dei Campionati europei (1993, 1995, 1997, 2001).